# Blas Taracena Aguirre

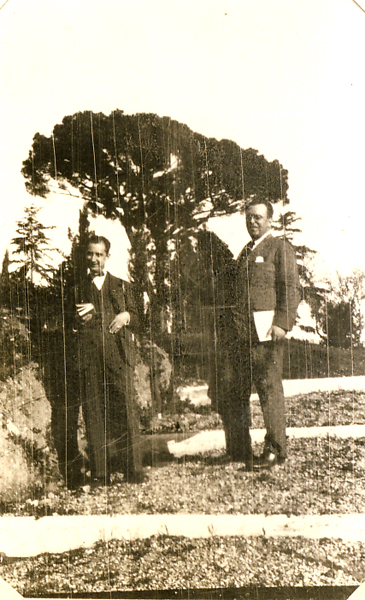
Blas Taracena (dreta)

Blas Taracena Aguirre (Soria, 1 de desembre de 1895 - Madrid, 1 de febrer de 1951) va ser un arqueòleg espanyol.
Va dirigir el Museu Numantino (Sòria, Espanya) i les excavacions de Numància (Sòria). Les seves recerques van abastar igualment zones properes a la província de Sòria, com la Rioja i principalment Navarra. Va ser continuador del seu mestre José Ramón Mélida y Alinari, ocupant la direcció del Museu Numantí després d'aquest i també llocs de rellevància en el Museu Arqueològic Nacional d'Espanya.

## Biografia professional
Va estudiar a Madrid Filosofia i Lletres y Dret a la Universitat Central i el 1915 va aprovar l'oposició pel «Cuerpo Facultativo de Archiveros, Bibliotecarios y Arqueólogos» sent destinat al Museu Numantino i l'any següent va tindre el càrrec de director del Museo Arqueològic de Còrdova. És nomenat Director del Museu Arqueològic Nacional el 1939, i Secretari de l'Institut del CSIC a partir de 1943. Des d'aquesta posició, Taracena es convertirà en el gran impulsor dels dos grans projectes internacionals que tenia pendent l'arqueologia espanyola: les cartes arqueològiques d'Espanya i el Corpus Vasorum Antiquorum a Espanya.
És autor d'una extensa bibliografia i ha estat guardonat amb diverses condecoracions nacionals i internacionals.
Va ser sotsdirector a Sòria de Castilla, revista regional ilustrada (1918-1919).

## Selecció d'obres
- Carta arqueológica de España: Soria, 1941
- Vías romanas del Alto Duero, 1934.
- Reseña histórico-artística de la provincia de Salamanca (póstumo, 1982), amb César Morán Bardón